# Exocentrus sumatrensis
Exocentrus sumatrensis är en skalbaggsart som beskrevs av Fisher 1927. Exocentrus sumatrensis ingår i släktet Exocentrus och familjen långhorningar. Inga underarter finns listade i Catalogue of Life.